# 휴고 "헐리" 레예스
휴고 헐리 레예스(Hugo Hurley Reyes)는 미국의 방송국 ABC의 텔레비전 드라마 시리즈 로스트의 등장인물로 조지 가르시아가 연기하였다. 레예스는 작 중 코믹 릴리프로 등장하지만 몇몇 에피소드에서는 레예스의 진지한 면이 나오기도 한다.